# George McCrae
George McCrae, född George Warren McCrae, Jr. den 19 oktober 1944 i West Palm Beach i Florida, är en amerikansk sångare. Hans signatursång är "Rock Your Baby" som skrevs av Harry Casey och Richard Finch från KC and the Sunshine Band. Låten toppade både billboardlistan och Englandslistan. I hemlandet hade han endast adekvata framgångar efter detta, men i Storbritannien hade han två till topp-10-hits, "I Can't Leave You Alone" och "I Ain't Lyin'".

## Diskografi (urval)
Album
- 1974 – Rock Your Baby (US Black Albums #7, US #38, UK #13)
- 1975 – George McCrae (US Black Albums #24, US #152, UK #54)
- 1975 – Together (med Gwen McCrae) (US Black Albums #33)
- 1976 – Diamond Touch
- 1978 – George McCrae
- 1979 – We Did It
- 1984 – One Step Closer to Love
- 1984 – Own The Night (återutgivet som Love's Been Good To Me)
- 1987 – I Feel Love For You
- 1991 – Diamond Collection
- 1991 – With All My Heart
- 1993 – Golden Classics
- 1993 – Music Mirror
- 1995 – Do Something
- 1996 – Romance
- 2009 – Time For A Change
- 2016 – Love